# Inola cracentis
Espèce
Inola cracentis est une espèce d'araignées aranéomorphes de la famille des Pisauridae.

## Distribution
Cette espèce est endémique du Queensland en Australie. Elle se rencontre vers Malanda.

## Description
La carapace de la femelle holotype mesure 4,25 mm de long et l'abdomen 7,00 mm et la carapace du mâle paratype 4,58 mm de long et l'abdomen 6,33 mm.

## Publication originale
- Davies, 1982 : Inola nov. gen., a web-building pisaurid (Araneae: Pisauridae) from northern Australia with descriptions of three species. Memoirs of the Queensland Museum, vol. 20, p. 479-487.